# 上观新闻
《上观新闻》（原名上海观察），是《解放日报》的一项新媒体计划，也是《解放日报》的官方网站，其前身可追溯至1998年7月28日成立的解放日报电子网络版。2013年12月10日，《解放日报》旗下新媒体平台上海观察开始试运行，2014年1月1日正式上线，最初为付费移动客户端，后改为免费。2016年，上海观察改为免费客户端，并更名为“上观新闻”，同年12月与原解放网合并。2025年1月1日，《解放日报》、《文汇报》、《新民晚报》三大报纸所属客户端整合为全新的上观新闻客户端。

## 历史
原解放网于1998年7月28日创立，前身为“解放日报社电子网络版”。该网站除提供《解放日报》当日内容外，还提供《解放日报》子报子刊《新闻报》（晨、午、晚三刊）、《申江服务导报》、《报刊文摘》、《上海小说》等当日内容，同时单独开设了报纸文摘、新闻事件专题报道和服务性栏目。网站后更名为解放网、解放牛网。
原上海观察于2013年12月10日试运行，2014年1月1日正式上线，最初为解放日报属下的一个部门。该应用程序定位为付费移动客户端，可以在手机客户端、PAD、网站、微博和微信公众账号上阅读，目标用户是上海党政干部、城市利益相关者和关注上海的境内外人士。该应用程序内容以上海本地新闻为主体，设立政情、舆情、圆桌、城事、文史等专栏，涵盖政经文史等多个领域。“上海观察”客户端最初工作日每天发稿8-10篇、其余时段每天发稿4-5篇，部分文章被包括《人民日报》官微、凤凰网、新浪网、腾讯网在内的多家网络媒体转载。另外，上海观察每月还会出版一本精选集，精选集会刊登25篇当月精彩文章，印发500册，分送中央部委，上海市委办局、各区县及其重要客户。
2016年3月1日，解放日报宣布在采编组织架构、流程上启动了30多年来最大规模的一次改革，将全部采访力量转入新媒体产品“上观新闻”，同时向解放日报供稿。同年12月，原解放网与上观新闻合并，原解放网域名www.jfdaily.com统一导向上观新闻网站。
2017年3月2日，中国东方航空宣布，所有搭乘具备空中WiFi功能的航班的旅客可以通过连接WiFi的形式查看当日由上观新闻提供的新闻内容。
2025年1月1日起，《解放日报》、《文汇报》、《新民晚报》所属客户端整合为全新的上观新闻客户端。新版客户端按照“统一技术底座、统一编辑规范、统一前端呈现”原则下运行。

## 网站内容
改版后的“上观新闻”共设有39个频道、195个栏目，重新安排频道和页面布局，集合了原三大报所属客户端的栏目。旗下“上海辟谣平台”于2016年7月1日上线，由上海市互联网信息办公室与上观新闻合办。